# استراحت مطلق
استراحت مطلق فیلمی به کارگردانی و تهیه‌کنندگی عبدالرضا کاهانی و نویسندگی عبدالرضا کاهانی و سعید قطبی‌زاده محصول سال ۱۳۹۳ است.

## خلاصه داستان
فیلم استراحت مطلق دربارهٔ زنی (ترانه علیدوستی) است که از شهر دامغان به تهران آمده تا دوباره به محل کار قبلی خود برود. او در سفر به تهران با شوهر سابقش مواجه می‌شود که فردی خشن و پرخاشگر است و همچنین دوستان شوهرش که…

## بازیگران
| بازیگر           | نقش              |
| ---------------- | ---------------- |
| ترانه علیدوستی   | سمیرا            |
| بابک حمیدیان     | حامد برادر رضوان |
| رضا عطاران       | داوود شوهر رضوان |
| مجید صالحی       | صابر برادر سمیرا |
| فریده فرامرزی    | رضوان            |
| امیر شهاب رضویان | خسروی            |
| فاطمه مرتاضی     | پیرزن            |